# 厨川柵
厨川柵（くりやがわのさく）は、岩手県盛岡市内にあったとされる、俘囚の豪族安倍氏の勢力範囲最北の居館（城柵）。中世から近世には栗谷川・栗屋河とも記される。衣川柵・嫗戸柵と並び安倍氏の重要拠点であった。同市天昌寺町付近にあったとされるが、所在地は広範囲にわたるとも見られ確実な遺構は発見されていない。

## 概要
厨川柵は、平安時代の奥六郡のうち、岩手郡に存在した安倍氏の城柵の一つで、盛岡市の西方にあったと考えられている。その範囲は現在の通称「館坂」以西、同市天昌寺町から北天昌寺町・前九年町まで広域にわたると見られている。
河川の合流点付近にあり、約10メートルの断崖絶壁の自然要塞上にあったとも伝えられる。旧地形では天然の要害を形成する小河川や沢の痕跡が見られることから、現在曹洞宗寺院の岩鷲山天昌寺（天昌寺町）のある天昌寺台地が所在地として有力視され、同寺を中心に広がる里館遺跡（権現坂遺跡）がその中核部で、里館遺跡が「厨川柵」、北東約800メートルにある安倍館遺跡（盛岡市安倍館町）が「嫗戸柵」として、一連の柵を形成したと考えられていた。
1981年（昭和56年）以後の推定地域における発掘調査では、里館遺跡も安倍館遺跡も安倍氏の柵跡であるという確証は得られず、鎌倉時代以後の工藤氏の城館跡で、里館遺跡は「厨川館」、安倍館遺跡は16世紀の「厨川城」であることが明らかとなってきた。
近年、平安時代の土師器や須恵器・灰釉陶器など、土器・陶器研究が深化し、安倍氏・清原氏の時代の土器様相が明らかになってきたが、里館遺跡および安倍館遺跡においては、安倍氏時代（11世紀代）の土器は確認されていない。
盛岡市教育委員会などによる、厨川地域における2018年（平成30年）までの発掘調査の成果では、同市西青山3丁目の境橋遺跡、大館町・稲荷町にまたがる稲荷町遺跡や大新町遺跡・大館町遺跡・小屋塚遺跡、前九年1丁目の宿田遺跡、上堂4丁目の上堂頭遺跡などから、安倍氏時代にあたる10世紀末-11世紀中頃の土師器などの遺物や、竪穴建物や掘立柱建物などの遺構が検出されている。また西青山1丁目の赤袰遺跡では、同時期の鍛冶遺構や土師器生産遺構などが見つかっていることから、盛岡市教育委員会は、上記諸遺跡の分布範囲内に厨川柵・嫗戸柵が存在したことはほぼ確実であろうとしている。
なお盛岡市厨川地区に隣接する滝沢市大釜地区でも、安倍氏時代の土器を出土する2ヶ所の遺跡（大釜館遺跡・八幡館山遺跡）が確認されている。

## 歴史
厨川柵は安倍頼時の次男安倍貞任が拠点とした。よって安倍貞任は「厨川次郎」を名乗った。永承6年（1051年）から康平5年（1062年）にかけての前九年の役において源頼義ら朝廷軍との最終決戦場となり、安倍氏の勢力はここで滅んだ。安倍氏滅亡後、奥六郡は清原氏の所領となり、さらに安倍氏の血を引く奥州藤原氏の支配下となる。岩手郡は奥州藤原氏の一族「樋爪氏」が所管したと考えられている。
文治5年（1189年）、源頼朝が奥州藤原氏を討ち、奥州を平定した。頼朝は父祖による安倍氏追討以来の先例にならい、厨川を訪れ、戦功のあった工藤行光を岩手郡地頭に任じた（『吾妻鏡』）。厨川工藤氏は厨川の地に厨川館を築いて拠点とし、岩手郡を統治して「岩手殿」と呼ばれた。工藤行光は伊豆の御家人とされているが、甲斐国の工藤氏一族という説もある。また源頼朝の命に拠り、一帯の精神的支柱である岩手山を神格化した「岩鷲山大権現」の大宮司となり、安倍氏が厨川柵に祀っていた祈願所を継承した。阿弥陀・薬師・観音の祭祀権を掌握し、名実共に当地の支配者となった。この祈祷所が現在の「曹洞宗岩鷲山天昌寺（かつての天台宗岩鷲山天晶寺）」に相当する。天昌寺には、栗谷川家の墳墓が現存する。
14世紀の南北朝争乱の際は北朝方につき、三戸南部氏により地頭職を停止され、近郊10ヵ村を領知するに至ったが、厨川（栗谷川）氏は南北朝期以後も有力氏族との婚姻を重ね、最終的には南部家の家臣に組み込まれていった。16世紀には現在の安倍館町に厨川城を築いたが、天正20年（1592年）の『諸城破却令』により廃城となった。
現在、安倍館遺跡に見られる濠跡は、この「厨川（栗谷川）城」の遺構であり、工藤氏が司った時代のものと考えられている。北上川と雫石川の合流点以北、現在の盛岡駅以北はかつての「厨川村」であり、旧名で上厨川（盛岡市西部）、下厨川（盛岡市北西部）に分かれる。なお、盛岡城築城のとき御菜園（盛岡市菜園地区）も、かつては厨川であったが、北上川改修により城下に組み入れられた。

## 厨川の由来
厨川とは、厨川柵の自然要害となった「雫石川」の古名の一つであると考えられる。雫石川は、氾濫が多いため近世では「荒川」とも呼ばれた（雫石の名は、現在の雫石川の上流に当たる「雫石盆地」に由来し、さらに「雫石神社」に由来する）。

## 厨川と文学
『平家物語』剣巻などでは、「栗屋河」とも記されている。前九年の役の後、都へ連行された安倍宗任に対し、都人は辺境の者と嘲け笑い、梅をかざしてその名を問うたところ、
と即座に歌で答え、その教養に驚いて白けてしまったという記述がある。この故事にならい、盛岡市出身の東京府知事阿部浩は、安倍館付近の別邸を「吾郷楳荘」と呼んだ。この扁額は伊藤博文の揮毫によるもので、現在は盛岡市の原敬記念館が所蔵している。

## 厨川に因む名称
- 盛岡市立厨川中学校 - 同校の校章は平家物語の故事に因み梅をモチーフとしている。
- 盛岡市立厨川小学校
- 盛岡市立北厨川小学校
- 盛岡大学附属厨川幼稚園
- IGRいわて銀河鉄道厨川駅
- 厨川八幡宮

## 関連事項
- 厨川氏
- 厨川城
- 嫗戸柵